# Removski
Removski (en rus: Ремовский) és un poble (un possiólok) del krai de l'Altai, a Rússia, que el 2016 tenia 864 habitants. Pertany al districte de Lóktevski.